# Bol (Split)
Bol je splitski gradski kotar u središnjem dijelu Splita. Površinom je drugi po veličini kotar u gradu. Smješten je između kotareva Kman i Plokite na istoku, kotareva Manuš i Gripe na jugu, kotara Lovret na zapadu i Brodarice na sjeveru. Nalazi se između Ulice Domovinskog rata, Dubrovačke ulice te južnog dijela Vukovarske ulice.

### Povijest
Naziv ovog gradskog kotara prema jezikoslovcima znači nasip te potječe još iz davnog rimskog razdoblja kada su Rimljani otkrili ljepote ovog područja. Spominje se u oporuci splitskoga nadbiskupa Pavla (1020.) zapisana kao dal Bello, u popisu splitskih zemalja samostana sv. Petra u Selu (1090) čitamo a Ballo, a u kartularu iz 12. stoljeća in Balle.Na području ovog kotara svoj posjed je imao poznati pisac Marko Marulić iz čije oporuke (1521.) se ustaljuje današnji oblik imena Bol.[nedostaje izvor]